# Fuente del Maestre
Fuente del Maestre ist eine Kleinstadt und eine Gemeinde (municipio) mit 6.567 Einwohnern (Stand: 2024) im Zentrum der spanischen Provinz Badajoz in der Autonomen Gemeinschaft Extremadura.

## Lage
Fuente del Maestre liegt gut 80 km südöstlich der Provinzhauptstadt Badajoz bzw. knapp 50 km südsüdwestlich von Mérida in einer Höhe von ca. 440 m. Das Klima im Winter ist gemäßigt, im Sommer dagegen warm bis heiß; die eher geringen Niederschlagsmengen (ca. 530 mm/Jahr) fallen – mit Ausnahme der nahezu regenlosen Sommermonate – verteilt übers ganze Jahr.

## Bevölkerungsentwicklung
| Jahr      | 1970 | 1981 | 1991 | 2001 | 2011 | 2021 |
| Einwohner | 6853 | 6521 | 6756 | 6849 | 6929 | 6704 |

## Geschichte
Fuente del Maestre hat eine sehenswerte Altstadt. Die Ortschaft geht ursprünglich auf die hispanisch-visigothische Siedlung zurück. Eine Befestigung ist seit dem 13. Jahrhundert nachgewiesen. Zentrum ist die heutige Pfarrkirche Mariä Lichtmess (Nuestra Señora de Candelaria, deren Brauch von den Kanaren stammt).

## Sehenswürdigkeiten
- Franziskanerkonvent
- Kirche Mariä Lichtmess (Iglesia de Nuestra Señora de Candelaria), im Mudéjar-Stil errichtet
- Kirche Mariä Empfängnis (Iglesia de Concepción)
- Johanniskirche (Iglesia de San Juan)
- Kapelle der Guten Hoffnung (Ermita de Nuestra Señora del Buen Sucueso)
- Lazaruskapelle (Ermita de San Lazaro)

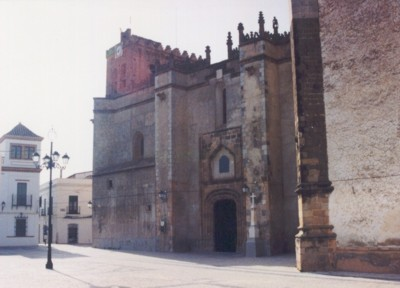
Kirche Mariä Lichtmess
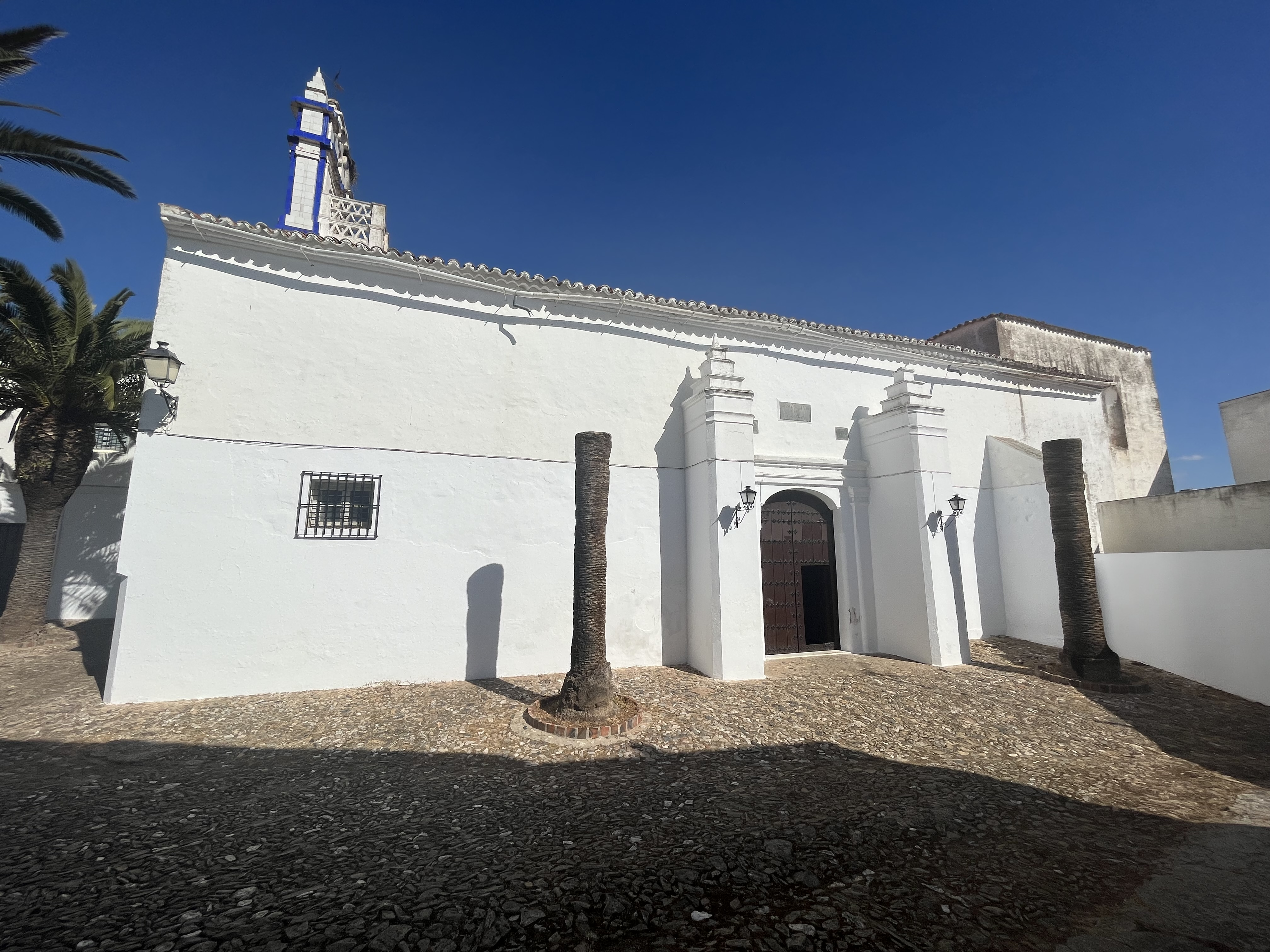
Kirche Mariä Empfängnis